# Sacrario militare di San Candido
Il sacrario militare di San Candido (in tedesco Militärfriedhof Innichen) è un sacrario militare che si trova nella vallata prativa di San Candido, tra la Drava e la statale per il valico di frontiera di Prato alla Drava.
Il sacrario è stato costruito nel 1939 ed è opera dell'architetto Giovanni Greppi e dello scultore Giannino Castiglioni.

## Struttura

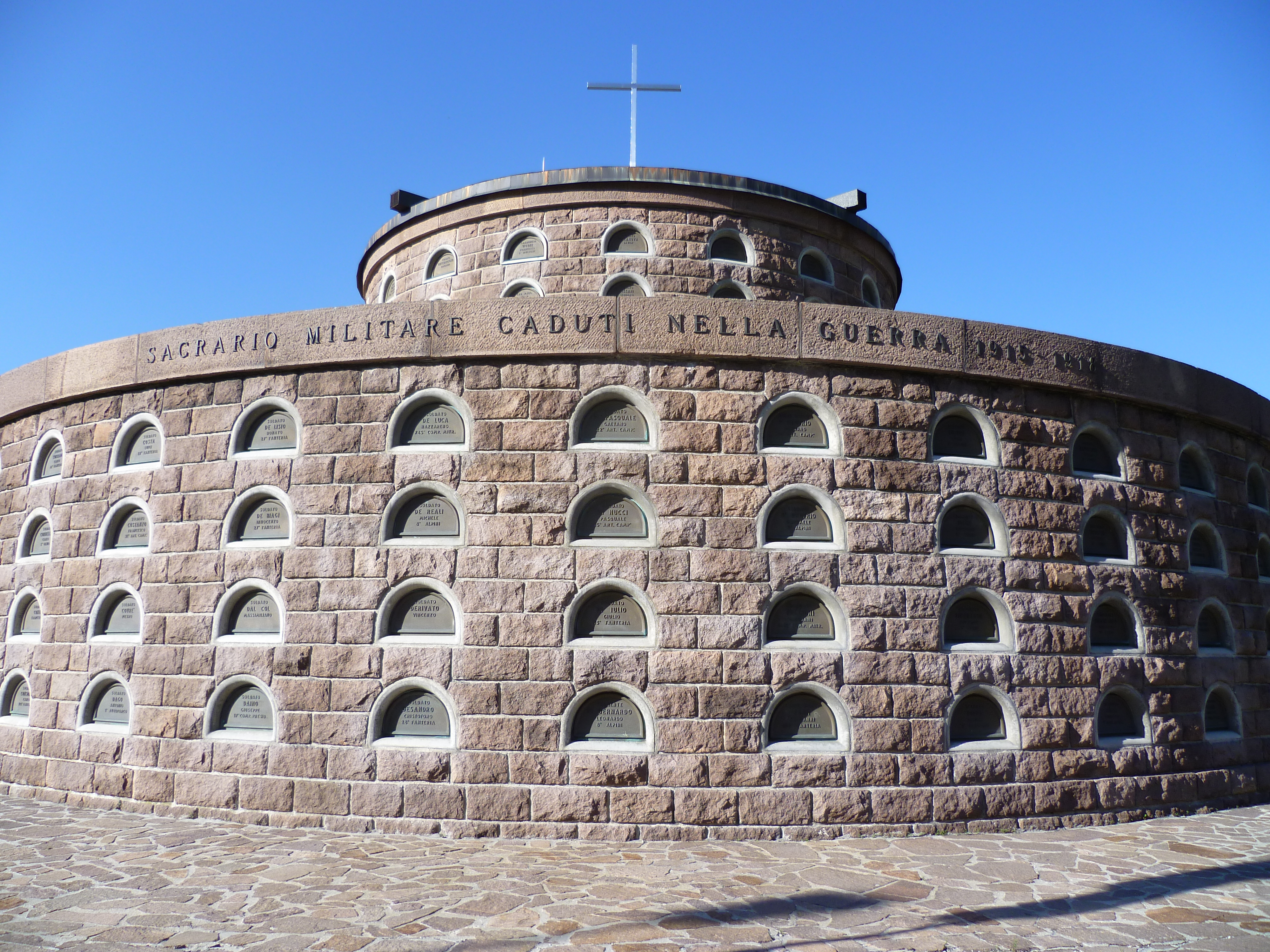
L'ossario da vicino

Il sacrario si presenta come un fortilizio romano circolare a due piani; le due torri coassiali in porfido accolgono all'interno i loculi dei caduti e al centro del primo ripiano si trova una cappella.

## Caduti
In questo sacrario si trovano 218 caduti italiani, quattordici dei quali sono ignoti, e dieci caduti austro-ungarici, provenienti dai cimiteri militari di Bressanone e San Zeno di Montagna.